# Umaji
Umaji (馬路村, Umaji-mura) est un village du district d'Aki, dans la préfecture de Kōchi au Japon.

## Géographie

### Situation
Le village d'Umaji est situé dans le nord-est de la préfecture de Kōchi, à la limite sud de la préfecture de Tokushima, sur l'île de Shikoku.
Ce village rural de montagne s'étend sur 19 km, dans sa longueur du nord au sud, 40 km à l'est de Kōchi, capitale de la préfecture du même nom.
La moitié nord du village comprend la source et le cours supérieur du fleuve Nahari dont l'embouchure se situe au bord de la baie de Tosa entre Nahari et Tano. Avant de quitter Umaji, à la limite nord-ouest de Kitagawa, le fleuve Nahari alimente le réservoir de Yanase, un lac de barrage à l'est du village.
Le fleuve Yasuda prend sa source au mont Hiegoya dans l'ouest du village et s'écoule dans le sud-ouest d'Umaji vers son embouchure dans la baie de Tosa à Yasuda.
Près de 96 % de la superficie du village sont recouverts de forêts dont 75 % sont des forêts domaniales.

### Démographie
Au 1er janvier 2016, la population d'Umaji s'élevait à 936 habitants répartis sur une superficie de 165,52 km2.
Le nombre d'habitants de cette communauté rurale diminue irrésistiblement depuis les années 1950. De 3 242 en 1955, il passe à 2 000 en 1975 puis 1 310 en 2000. En 2012, pour la première fois, le village d'Umaji comptait moins de 1 000 habitants. Comme de nombreuses communes rurales du Japon, Umaji fait face au vieillissement de sa population et au déclin des activités économiques du secteur primaire.

### Municipalités voisines
| Aki    | Naka*                           | Kaiyō*            |
| Aki    | Umaji(*préfecture de Tokushima) | Kaiyō* / Kitagawa |
| Yasuda | Yasuda / Kitagawa               | Kitagawa          |

## Climat
Le climat d'Umaji est de type continental humide ; il est façonné par l'océan Pacifique où le courant de Kuroshio, second plus grand courant marin au monde, après le Gulf Stream, apporte, dans toute la région, de l'air humide à peine tempéré par l'importante masse montagneuse qui entoure le village.
La température annuelle moyenne d'Umaji est d'environ 13,4 °C et les précipitations annuelles sont de 2 608 mm.

## Économie
Le village d'Umaji est essentiellement un village agricole qui produit des légumes, des fruits (pommes, mûres, raisin), des champignons et du riz.
Depuis des temps immémoriaux, les habitants de la province de Tosa prospèrent en exploitant d'abondantes ressources forestières. C'est, en particulier, le cas des villageois d'Umaji qui ont su tirer parti de la coupe et la vente du bois de cèdre du Japon, un matériau de qualité servant à la construction d'édifices religieux et de châteaux.
Jusqu'au milieu des années 1960, la commercialisation du bois de cèdre dans tout le pays assurait une importante partie des revenus du village. La baisse des prix du bois brut et l'arrivée de nouveaux matériaux ont contraint le village d'Umaji à mettre en place une production locale de biens de consommation issus de la transformation du bois et à chercher d'autres possibilités pour relancer son économie. Il se lance alors dans la production à grande échelle de yuzu et devient une référence nationale en la matière.
Cependant, à la fin des années 1980, le cours du produit phare d'Umaji s'effondre du fait notamment de la saturation du marché intérieur. Le village se mobilise et réoriente son exploitation économique du yuzu vers la fabrication de produits dérivés : boissons, sauces, vinaigre et même des cosmétiques. Au Japon, le village d'Umaji est aussi connu sous le nom de « village yuzu ».

## Histoire
À l'époque d'Edo (1603-1868), les deux villages d'Umaji et de Yanase sont fondés en divisant le village de Ryō dans l'ancienne province de Tosa.
Le 1er avril 1889, lors de la mise en place du nouveau système d'administration des municipalités élaboré par le gouvernement de Meiji, les deux villages d'Umaji et Yanase fusionnent pour former le village d'Umaji.
Au début des années 1950, dans le cadre du programme national de regroupement de municipalités développé par le gouvernement japonais, un projet préfectoral prévoit l'intégration du village d'Umaji dans la ville voisine d'Aki. Les villageois d'Umaji rejettent le projet après une consultation référendaire organisée localement.

## Culture

### Lieux remarquables
Le village d'Umaji est membre de l'association Les Plus Beaux Villages du Japon depuis 2008.

### Temple Korin
Korin-ji est un temple de la secte bouddhiste Kōyasan Shingon-shū qui aurait été construit à l'époque de Heian (794-1185). Son Yakushi-dō, un bâtiment de l'époque de Muromachi (1333-1573) consacré au bouddha de la médecine : Yakushi Nyorai, est inscrit sur la liste officielle des biens culturels importants du Japon depuis 2002, tout comme Les statues en bois d'Acala et de Bishamonten, l'une des Sept Divinités du Bonheur de la mythologie japonaise qu'il héberge.

### Forêt de Cèdres du Japon
Sur les pentes du mont Sembo (千本山, Sembo-yama), une montagne située dans le nord du village d'Umaji (altitude 1 084 m), s'étend une forêt de cèdres du Japon. Propriété du domaine de Tosa à l'ère Edo, cette cédraie est depuis l'ère Meiji une zone naturelle nationale protégée qui héberge des cèdres de Yanase géants (plus de 50 m de hauteur pour environ 2 m de diamètre) dont certains ont plus de 200 ans.
L'un des cèdres de la forêt, le « cèdre du pont du mont Sembo », est classé par le ministère de l'Agriculture, des Forêts et de la Pêche sur la liste des « 100 géants de la forêts ».

### Spécialités gastronomiques

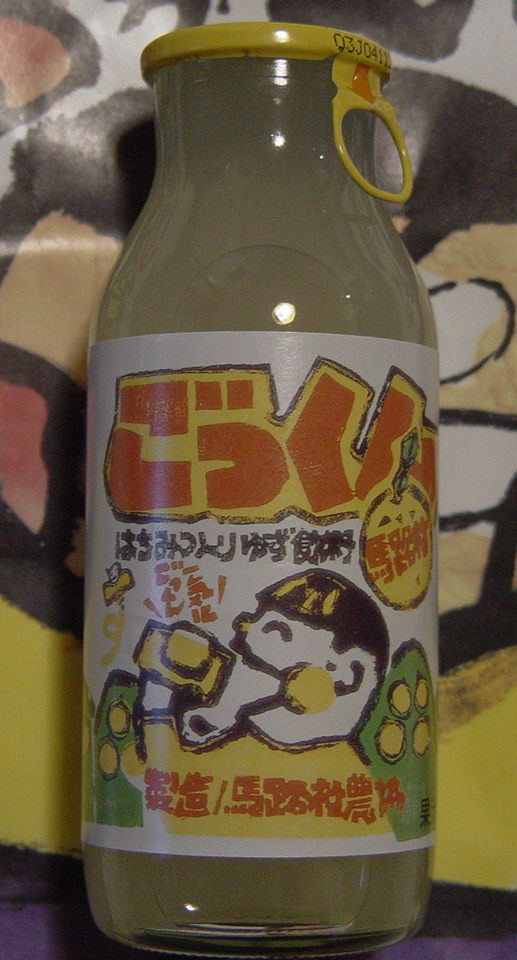
Gokkun Umajimura, boisson au yuzu.

Le village d'Umaji a placé le yuzu au centre de sa production agricole et propose de nombreuses recettes culinaires qui mettent en valeur cet agrume. Du miso au zeste de yuzu confit au chocolat, en passant par le ponzu et le vinaigre de yuzu, c'est finalement à son gokkun Umajimura (ごっくん馬路村), une boisson non alcoolisée à base de yuzu, qu'Umaji doit son surnom de « village yuzu ».

## Symboles municipaux
L'arbre symbole de la municipalité d'Umaji est le cèdre du Japon, sa fleur symbole le « yuzu fleur » (花柚子, hana yuzu), une variété ornementale de yuzu, et son oiseau symbole le gobemouche bleu.